# Medhufinolhu (Baa-atol)
Medhufinolhu is een van de onbewoonde eilanden van het Baa-atol behorende tot de Maldiven.